# Самарське (Абзеліловський район)
Сама́рське (рос. Самарское, башк. Һамар) — присілок у складі Абзеліловського району Башкортостану, Росія. Входить до складу Таштімеровської сільської ради.
Населення — 197 осіб (2010; 232 в 2002).
Національний склад:
- башкири — 93%